# Steam Machine
Steam Machines, також відома як Steam Box — серія компактних ігрових комп'ютерів різних специфікацій і дизайну, створених корпорацією Valve. Steam Machines працюють під управлінням SteamOS — заснованій на Linux операційній системі, розробленій для ігор і інших розваг, і зможуть запускати ігри з каталогу Steam. По суті, це різні моделі ПК із SteamOS. Щоправда, сумарна ціна їхніх деталей набагато нижча, ніж у самих Steam Machines. SteamOS сумісна з будь-яким ПК.
Steam Machines використовують контролер Steam Controller, який відрізняється від геймпадів гральних консолей актуальних тоді поколінь сенсорними панелями, які використовуються замість стіків та хрестовини. Цей геймпад купується окремо, і його можна використовувати з будь-яким ПК.
На відміну від клієнта Steam, SteamOS має кілька корисних можливостей, пов'язаних з колективним сімейним використанням. Наприклад, в розділі налаштувань є функція сімейного перегляду контенту. Для кожного користувача зі своїм аккаунтом може бути встановлений ряд обмежень аж до ручного вибору дозволених йому до запуску ігор. Можна взагалі закрити вхід в магазин Steam або, наприклад, обмежити користування чатом.